# Orlach
Orlach ist ein Ortsteil der Gemeinde Braunsbach im Landkreis Schwäbisch Hall im nördlichen Baden-Württemberg, zu dem das kleine Dorf Orlach und der Weiler Elzhausen gehören. Es war früher eine selbständige Gemeinde.

## Geographie
Die Gemarkung Orlachs, auf der heute wenig über 200 Einwohner und damit rund 8 % der Gemeindebevölkerung leben, liegt überwiegend im Unterraum Östliche Kocher-Jagst-Riedel des Naturraums Kocher-Jagst-Riedel und etwas östlich über dem tief in den Muschelkalk eingeschnittenen Tal des mittleren Kochers auf der dieses begleitenden, etwas welligen Hochfläche, die sich ostwärts bis zum Nachbarflusstal der Jagst erstreckt. Die Gemarkung hat von Nord nach Süd eine Ausdehnung von fast fünf Kilometern, sie beginnt am Nordrand des Lietenholzes und endet, nach dem steilen Geländeabfall in die Unterlauf-Klinge des Grimmbachs, an dessen Gegenhang. Von West nach Ost liegt die größte Breite bei etwa zwei Kilometern.  Sie umfasst in der Hauptsache den für den Feldbau genutzten Riedel zwischen der Grimmbachklinge im Osten und Süden sowie der Klinge des Orlacher Bachs und des weiten Kochertals im Westen. Die Höhe schwankt, ausgenommen kleinere und tiefere Flächen zu den Klingen am Rande hin, zwischen 420 m ü. NHN und etwa 470 m ü. NHN.

### Orlach
Das Dorf Orlach liegt auf dem Sporn über der Mündung des Kräuchelbachs in den oberen Orlacher Bach auf Höhen um 439 m ü. NHN und damit mehr als 60 Höhenmeter über dem Zusammenfluss der Bäche in den beiden steilen Klingen. Es nimmt eine Siedlungsfläche von rund 10 ha ein, hinzu kommen einige neuere nahe Wirtschaftsgebäude in Satellitenlage. Der kleine, landwirtschaftlich geprägte Ort ist der merklich größere der beiden einzigen Teilorte auf der Gemarkung und liegt an der durch die Bachklinge von Braunsbach heraufsteigenden Landesstraße L 1036, die dann nach Langenburg jenseits des Jagsttales weiterführt. Im Ortsbereich gehen von ihr auf der Hochfläche zwei Kreisstraßen ab, eine nach dem Nachbar-Teilort Zottishofen im Norden und eine andere über das diesem zugehörige Niedersteinach nach dem Teilort Obersteinach der Kleinstadt Ilshofen im Osten.

## Elzhausen
Der kleinere Weiler Elzhausen liegt etwa 2 km südlich von Orlach in fast gleicher Höhenlage am Ende einer als Kreisstraße eingestuften Stichstraße nahe am Abfall in die Klinge des mittleren Grimmbachs.

## Geschichte
Orlach war früher eine selbständige Gemeinde. Durch die Lage im Winkel über den zwei steilen Bachklingen war es auf dieser Seite gut zu verteidigen, Wall und Graben schützten es einst zusätzlich zur Hochebene hin. Es hatte in geschichtlicher Zeit verschiedene (Teil-)Besitzer, darunter die von Gemmingen-Guttenberg, die von Morstein zu Bibersfeld, und war nacheinander limpurgisches, dann brandenburgisches, zuletzt württembergisches Lehen.
1469 wurde das ganze Dorf abgebrannt. Eine Schule wird 1600 erwähnt. Im April 1695 wurden 30 Gebäude eingeäschert. Orlach und Elzhausen gehörten bis 1803 zum Amt Bühler des von der Haller Landheeg eingefassten Territoriums der Reichsstadt Schwäbisch Hall, im 19. Jahrhundert war Orlach dann ein evangelisches Pfarrdorf im Oberamt Hall und hatte selbst im Jahr 1847 209 Einwohnern, zu welchem außer dem auch politisch zugehörigen Elzhausen (103 Einwohner) kirchlich auch noch Zottishofen und der heute auf Jungholzhausener Teilortgemarkung liegende Dörrhof gehörten. Später gehörte es dem Altkreis Hall an. Am 1. Februar 1972 wurde die Gemeinde im Zuge der Gemeindereform nach Braunsbach eingemeindet.
Justinus Kerner hat in seinen Geschichten Besessener neuerer Zeit der Geschichte der Orlacherin Magdalene Grombach ein Kapitel gewidmet. 

## Sehenswürdigkeiten
Im Frankenholz und im Gewann Heg östlich von Orlach sowie südöstlich davon im Kindlesholz verläuft die heutige Grenze zum Gebiet der Stadt Ilshofen entlang der Trasse der ehemaligen Haller Landheeg, die mit Graben und Wall und einer undurchdringlichen Hecke gesichert war. Die typische Folgevegetation an diesen drei Stellen steht als Naturdenkmal unter Schutz.
In der Dorfmitte steht die markante Wehrkirche St. Kilian.